# What a Whopper
Pour plus de détails, voir Fiche technique et Distribution.
What a Whopper est un film britannique réalisé par Gilbert Gunn, sorti en 1961.

## Synopsis
Un écrivain invente des preuve de l'existence du monstre du loch Ness.

## Fiche technique
- Titre : What a Whopper
- Réalisation : Gilbert Gunn
- Scénario : Terry Nation sur une idée de Trevor Peacock et Jeremy Lloyd
- Musique : Laurie Johnson
- Photographie : Reginald H. Wyer
- Montage : Bernard Gribble
- Production : Edward Joseph
- Société de production : Viscount Films
- Société de distribution :
- Pays :  Royaume-Uni
- Genre : Comédie
- Durée : 90 minutes
- Dates de sortie : 
  -  Royaume-Uni : 17 octobre 1961 (Londres)

## Distribution
- Adam Faith : Tony Blake
- Sid James : Harry Sutton
- Carole Lesley : Charlie
- Terence Longdon : Vernon
- Clive Dunn : M. Slate
- Freddie Frinton : Gilbert Pinner
- Marie-France : Marie
- Charles Hawtrey : Arnold
- Spike Milligan : le clochard
- Wilfrid Brambell : le facteur
- Fabia Drake : Mme. Pinner
- Harold Berens : Sammy
- Ewan Roberts : Jimmy
- Archie Duncan : MacDonald
- Terry Scott : le sergent
- Anna Gilchrist : Grace
- Gordon Rollings : Doone
- Bernard Hunter : Legree
- Lloyd Reckord : Jojo

## Accueil
Il est écrit dans Monthly Film Bulletin à propos du film : « L'intrigue est captivante de loufoquerie, mais le film ne parvient pas à rendre compte de la folie générale et se contente d'être d'une comédie britannique sans subtilité... Adam Faith, qui a un visage fait pour le drame, parvient à avoir un corps de comédie pour l'occasion. Mais dans l'ensemble, les acteurs sont peu aidés par le réalisateur, ce qui explique probablement pourquoi les acteurs vétérans dominent le spectacle de manière disproportionnée par rapport à leur importance. Les lieux de tournage écossais sont jolis ».